# LVOA-C
LVOA-C (англ. Low Visibility Operation Application,— застосування в умовах низької видимості) — це варіант гвинтівки стилю AR-15, розроблений компанією War Sport Industries для ближнього бою. Сімейство зброї LVOA-C є напівавтоматичним на відміну від повністю автоматичного або з вибором вогню.
Гвинтівка наразі виробляється компанією ZRODelta.

## Історія
Компанія War Sport Industries розробила гвинтівку як варіант для «операцій в умовах низької видимості/застосувань для сучасного бою», намагаючись забезпечити відповідь на сучасні неконвенційні бойові умови та як рішення для короткоствольних гвинтівок для ближнього бою.
Наприкінці 2010 року War Sport звернулася до Джона Бойєта з Trace Armory Group, щоб він допоміг розробити та вивчити філософію короткоствольних рушниць, а також допомогти у їх майбутній розробці нового рішення для короткоствольної рушниці, призначеної для стрільби впритул. Гвинтівку продемонстрували на виставці SHOT Show у 2013 році після того, як Warsport отримав повний прототип, котрий і був представлений публіці того ж року.
У 2017 році Warsport змінив дизайн руків'я для LVOA-C, щоб мати рейкове кріплення M-LOK замість рейок KeyMod.
У 2018 році War Sport була придбана компанією ZRODelta яка зараз підтримує лінійку зброї LVOA., однак дизайн LVOA був дещо змінений і більше не містить деяких функцій і аксесуарів, з якими він постачався раніше, таких як шнур War Bungee і приклад B5 Systems.

## Технічні характеристики
LVOA-C — це гвинтівка з безпосередньою дією порохових газів на основі Colt AR-15. Вона має запатентовану цівку повної довжини з інтегрованим дульним гальмом / полум'ягасником, який запобігає використанню глушника через обмеження розміру. Гвинтівка використовується для ближнього бою в умовах обмеженої видимості (LVOA). Спортивна рушниця має обидва варіанти патронника 5,56×45 мм НАТО для специфікації карабіна та .223 Wylde для специфікації SBR.
LVOA-C важить 3,2 кг без навантаження, 3,4 кг з магазином на 30 патронів, має розмір 90 см у довжину.